# Theresa Eichhorn
Theresa Eichhorn (* 1. Juli 1992) ist eine ehemalige deutsche Skilangläuferin.

## Werdegang
Eichhorn, die für den SV Biberau startete, gab ihr Debüt im Alpencup im Dezember 2008 in St. Ulrich am Pillersee, wo sie nach Platz 46 im Sprint und Rang 62 über 5 km Freistil als Neunzehnte des 7,5-km-klassisch-Rennens ihr erstes Top-20-Resultat erzielte. Bei den Junioren-Weltmeisterschaften 2011 in Otepää gewann sie mit der deutschen Staffel die Bronzemedaille. Ihr erstes Top-Ten-Resultat im Alpencup erreichte Eichhorn im Dezember 2012 mit Rang neun über 10 km klassisch in Goms. Eine Woche später feierte sie in St. Ulrich am Pillersee beim 10-km-Massenstartrennen in der klassischen Technik ihren ersten Sieg im Alpencup. Ende Dezember 2012 gab Eichhorn bei der Tour de Ski 2012/13 ihr Debüt im Weltcup; dabei verpasste sie auf den ersten beiden Etappen die Punkteränge und trat zum dritten Teilstück des Rennens nicht mehr an. Zu Beginn des Jahres 2013 gelangen Eichhorn mit Platz sechs beim Skiathlon in Oberwiesenthal sowie mit Rang sechs über 5 km klassisch und Platz neun in der anschließenden 10-km-Freistil-Verfolgung in Rogla weitere Top-Ten-Platzierungen im Alpencup. In der Saison 2014/15 platzierte sie sich mit Rang acht über 10 km klassisch in Campra ein weiteres Mal unter den besten zehn. Beim Auftakt des Alpencups 2015/16 in Prémanon wurde Eichhorn Fünfte über 10 km Freistil und erreichte als Zweite des 10-km-klassisch-Rennens ihre zweite Podestplatzierung im Alpencup. Im weiteren Saisonverlauf errang sie in Campra den zweiten Platz im Verfolgungsrennen und belegte zum Saisonende den fünften Platz in der Gesamtwertung des Alpencups. In der Saison 2016/17 kam sie im Alpencup einmal auf den zweiten und zweimal auf den ersten Platz und erreichte damit den zweiten Platz in der Gesamtwertung. Im März 2017 holte sie in Oslo im 30-km-Massenstartrennen mit dem 28. Platz ihre einzigen Weltcuppunkte. Letztmals international startete sie in der Saison 2017/18. Dabei errang sie den achten Platz in der Gesamtwertung des Alpencups.

## Siege bei Continental-Cup-Rennen
| Nr. | Datum             | Ort                     | Disziplin                   | Serie    |
| --- | ----------------- | ----------------------- | --------------------------- | -------- |
| 1.  | 16. Dezember 2012 | St. Ulrich am Pillersee | 10 km klassisch Massenstart | Alpencup |
| 2.  | 5. März 2017      | St. Ulrich am Pillersee | 15 km klassisch Massenstart | Alpencup |
| 3.  | 18. März 2017     | Seefeld in Tirol        | 10 km klassisch             | Alpencup |
| 4.  | 19. März 2017     | Seefeld in Tirol        | Gesamtwertung Etappenrennen | Alpencup |